# Milka (potok)
Milka je potok, ki izvira na južnem pobočju Storžiča v Kamniško-Savinjskih Alpah in teče severozahodno pod priljubljeno izletniško točko, cerkvico Sveti Lovrenc nad Bašljem. Teče skozi naselja Babni Vrt, Žablje, Hraše pri Preddvoru, Tatinec, Srakovlje in se v bližini Mlake pri Kranju oz. Bobovških jezer kot levi pritok izliva v reko Kokrico.